# III. Niképhorosz bizánci császár
III. Niképhorosz, eredeti nevén Niképhorosz Botaneiatész (ógörögül: Νικηφόρος Βοτανειάτης, 1001/1002 körül – 1081. december 10.) a Bizánci Birodalom császára (uralkodott 1078. március 24-étől 1081. április 4-éig) volt. VII. Mikhaél megbuktatásával jutott trónra. Uralkodása idejére esik a később trónját elragadó Alexiosz Komnénosz megerősödése és több hadi sikere, de a szeldzsukok terjeszkedésének ezek sem szabtak gátat.

## Hatalomszerzése
Niképhorosz a kis-ázsiai nagybirtokos arisztokrácia tagja volt, magát a kiváló hadvezérként ismert II. Niképhorosz Phókasztól származtatta. Az Anatolikon thema sztratégoszaként hetvenkét évesen vállalt először komolyabb szerepet a történelemben. Az 1071-es manzikerti vereség következtében a szeldzsukok elárasztották Anatóliát, a Balkánon pedig sorozatos lázadások robbantak ki a pénzrontáshoz folyamodó, amúgy tehetetlen kormányzat ellen. VII. Mikhaél ellenében két trónkövetelő is fellépett: a balkáni hadakat uraló Niképhorosz Brüenniosz 1077 őszén, az anatóliai hadsereg maradékai felett rendelkező Niképhorosz Botaneiatész pedig 1078. január 7-én kiáltotta ki magát uralkodóvá.
Mivel Brüenniosz főváros környéki dúlásai révén népszerűtlenné vált Konstantinápoly népe és az egyház körében, kénytelen volt visszavonulni Hadrianopolisz felé, míg Botaneiatész a szeldzsukok beleegyezésével megindult nyugatra. Márciusban, amikor Nikaia városába érkezett, a fővárosban lázadás tört ki az uralkodó ellen, aki végül szerzetesi fogadalmat tett és kolostorba vonult. Niképhorosz Botaneiatész így akadálytalanul bevonulhatott a fővárosba március 24-én, ahol meg is koronázták.

## Uralkodása

### A lázadások leverése
Az új császár halálra kínoztatta a népszerűtlen, hatalomvágyó Niképhoritzészt, elődje teljhatalmú logothetészét, a lázadó hadvezéreket pedig megpróbálta megbékíteni. A seregei létszámát tekintve fölényben levő Brüenniosz azonban nem fogadta el a kaiszari rangot, mire az uralkodó szeldzsuk könnyűlovasokat felbérelve kedvelt tisztjét, a hatalomátvételben is szerepet játszó, nyugati hadak domesztikoszává kinevezett Alexiosz Komnénoszt küldte ellene. Komnénosz előbb Brüennioszt, majd bukása után a nobilisszimoszi rangot elutasítva fellázadó dürrakhioni herceget, Niképhorosz Baszilakioszt is leverte. Komnénosz végül a fosztogató besenyőkkel is leszámolt. A megmaradt keleti tartományokat (Kilikia, Szíria és Mezopotámia északi része) uraló antiokhiai vezér, Philaretosz Brakhamiosz a központi területektől a szeldzsukok által elválasztva jobbnak látta elfogadni Niképhorosztól a keleti domesztikoszi címet, amivel saját hatalmát tudta némiképpen legitimálni.

### Szeldzsuk terjeszkedés
Bár Alexiosz Komnénosz sikereivel a Balkánon helyre lehetett állítani a császári hatalmat, az agg Niképhorosz uralma továbbra sem maradt stabil. Szulejmán vezette szeldzsukok, akik Botaneiatész hatalomátvételét és harcait is támogatták, akadálytalanul olvasztották be Anatólia nagy részét új szultánságukba, amit Ikónion központtal hoztak létre, és rüminek (bizáncinak) neveztek: 1080-ban az örmény Theodosziopoliszt is elragadták a védekezésre alig képes Brakhamiosztól. A szeldzsukok terjeszkedését a folyamatos lázongás (1079-ben Kónszantinosz Dukasz, 1080-ban Niképhorosz Melisszénosz kelt fel) is elősegítette, mert beavatkozásukkal saját pozícióikat erősítették.

## Bukás
1079-ben Khrüszopoliszban a megbuktatott császár, VII. Mikhaél Kónsztantinosz nevű fivére lázadt fel sikertelenül. Az eset a gyermektelen uralkodót arra az elhatározásra vitte, hogy az előkelőségekkel ápolt kapcsolatait megerősítendő feleségül vegye a szép Alániai Mária császárnét – még ha férje, VII. Mikhaél életben is volt egy kolostorban. A frigy hatalmas botrányt kavart, és Niképhorosz hiába próbálta utódjául kijelölni Kónsztantinosz Dukaszt, Mária fiát. Jobb híján végül unokaöccse, Niképhorosz Szünadénosz – a magyar I. Géza király sógora – kinevezése mellett döntött, amivel még jobban elidegenítette a már egy ideje ellene konspiráló arisztokratákat.
Az 1080 őszén török segítséggel fellázadt Niképhorosz Melisszénosz Nikaia városában ellencsászárként lépett fel. Az uralkodó Alexiosz Komnénoszt, azaz a sógorát menesztette ellene, de hadvezére megtagadta a parancsot. Komnénosz ebben az időben már saját hatalmi ambícióit dédelgette: benősült a Dukasz-famíliába, és mind Alániai Mária, mind az idős Ióannész Dukasz kaiszar támogatását sikerült elnyernie. A birodalom kettéosztását tervezgető Melisszénoszt is rá tudta venni, hogy elégedjen meg a kaiszari címmel. Végül zsoldosseregével 1081 tavaszán bevonult a szintén zsoldosok védte fővárosba, ahol háromnapos öldöklést követően III. Niképhorosz jobbnak látta lemondani és kolostorba vonulni. Még abban az évben meghalt.